# Клисура (Софийская область)
Клисура (болг. Клисура) — село в Болгарии. Находится в Софийской области, входит в общину Самоков. Население составляет 227 человек.

## Политическая ситуация
В местном кметстве Клисура, в состав которого входит Клисура, должность кмета (старосты) исполняет Иван Стоилов Пенов (Национальное движение «Симеон Второй» (НДСВ)) по результатам выборов правления кметства.
Кмет (мэр) общины Самоков — Ангел Симеонов Николов (Болгарская социалистическая партия (БСП)) по результатам выборов в правление общины.